# جيك لي
جيك لي (بالإنجليزية: Jake Lee)‏ (18 سبتمبر 1991 في المملكة المتحدة - ) هو لاعب كرة قدم بريطاني في مركز الهجوم. لعب مع Thurrock F.C. ‏ ونادي تشيلتنهام تاون لكرة القدم وBishop's Cleeve F.C. ‏ وCirencester Town F.C. ‏ وShortwood United F.C. ‏.

## وصلات خارجية
- جيك لي على موقع قاعدة بيانات كرة القدم.إي يو (الإنجليزية)
- جيك لي على موقع Soccerbase.com (لاعب) (الإنجليزية)